# Esthur Hosahalli, Hosakote
Esthur Hosahalli là một làng thuộc tehsil Hosakote, huyện Bangalore Rural, bang Karnataka, Ấn Độ.